# Куортане
Куортане (на фински Kuortane) е малък град и община в централната част на Югозападна Финландия. Разположен е на брега на езерото Куортанеен. На около 145 km южно от Куортане се намира град Тампере, а на запад на около 40 km град Сейняйоки. Население 3963 жители към 31 март 2010 г.

## Личности
Родени
- Хуго Аалто (1898-1976), финландски архитект